# Nomada piliventris
Nomada piliventris är en biart som beskrevs av Morawitz 1877. Nomada piliventris ingår i släktet gökbin, och familjen långtungebin. Inga underarter finns listade i Catalogue of Life.